# Еддо
{{#ifeq:0|0|{{#if:|{{#if:ColocasiaC. antiquorum|[[]}}|}}}}
Еддое або еддо — це тропічний овоч, який часто ідентифікують як вид Colocasia antiquorum, тісно пов'язаний з таро (dasheen, Colocasia esculenta), який в основному використовується через потовщені стебла (бульбоцибулин). У більшості сортів є їдкий смак, який вимагає ретельного приготування. Молоде листя також можна варити та їсти, але (на відміну від таро) вони мають дещо їдкий смак.

## Етимологія
Англійське слово «eddo» має аканське походження; споріднене з чві: o1de 3 «yam»; і фанте: o1до3.

## Історія та поширення
Схоже, що еддо були вирощені як культура в Китаї та Японії, а звідти завезені до Вест-Індії, де їх іноді називають «китайськими еддо». Вони найкраще ростуть у багатому суглинному ґрунті з хорошим дренажем, але їх можна вирощувати в біднішому ґрунті, у більш сухому кліматі та при більш низьких температурах, ніж таро.
Еддо також іноді називають malangas в іспаномовних регіонах, але ця назва також використовується для інших рослин родини Кліщинцеві, включаючи танію (Xanthosoma spp.). Яутій — більш конкретний термін.
Еддо є частиною загальної класифікації cará або inhame португальської мови, яка, окрім таро, також включає коренеплоди родів алоказії та діоскореї. Їх найчастіше їдять inhames/carás у штатах Сан-Паулу, Ріо-де-Жанейро та Еспіріту-Санту, а також у прилеглих регіонах. Вони також досить поширені в північно-східній Бразилії, де їх можна назвати batata (буквально «картопля»), але менше, ніж справжній ямс роду Colocasia. Згідно з бразильським народним усвідомленням, найбільш підходящими для приготування є ті, які мають насичений рожевий колір або принаймні рожево-лавандовий колір у місці зрізу листя.
У книзі «Корисні місцеві рослини Австралії» 1889 року зазначено, що Colocasia antiquorum:
культивується в більшості тропічних країн, Єгипті, Індії тощо, заради його листя, яке в сирому вигляді є їдким, але при кип’ятінні, змінюючи воду, вони втрачають свою гостроту, і їх можна їсти як шпинат». (Скарбниця ботаніки) Кислі фрукти додають, щоб допомогти усунути їдкість. Індуси [sic.] і магометани [sic.] дуже люблять усі частини рослин цього роду». (Даймок.) «Коли збирають урожай на Фіджі, — каже д-р Земанн (Flora Vtliensis), — верхівки бульб зрізають і одразу пересаджують. Молоде листя можна їсти, як шпинат, але, як і корінь, їх потрібно добре приготувати, щоб знищити гостроту, властиву ароїдним рослинам. Фіджійці вважають за краще їсти варене таро в холодному вигляді; Європейці, як правило, люблять досить гаряче, і, за можливості, підсмажене. Відомо чимало різновидів, деякі краще пристосовані для пудингів, деякі для хліба або просто для варіння чи запікання. Зовнішні ознаки відмінності в основному ґрунтуються на різному відтінку, який можна спостерігати в бульбоцибулею, листі, стеблах і ребрах листя — білому, жовтуватому, фіолетовому».

## Таксономія
Лінней спочатку описав два види культурних рослин, які зараз відомі як Colocasia esculenta та Colocasia antiquorum, які відомі під багатьма назвами, включаючи еддо, дашен, таро, але багато пізніших ботаніків вважають їх усіх членами одного, дуже різноманітного виду, правильна назва якого — Colocasia esculenta.